# Gare de Beyne
Pour les articles homonymes, voir Gare de Beynes.
La gare de Beyne est une ancienne gare ferroviaire belge de la ligne 38, de Chênée à Plombières située à Beyne-Heusay dans la commune du même nom, en Région wallonne dans la province de Liège.
Elle est désormais fermée et la ligne a été démontée, mais le bâtiment existe toujours, reconverti en habitation.

## Situation ferroviaire
La gare de Beyne était située au point kilométrique 9,00 de la ligne 38, de Chênée à Plombières entre la halte de Bruyères et celle de Romsée.

## Histoire
Beyne se trouve sur la première portion de la ligne 38, inaugurée entre Chênée et Micheroux le 15 juillet 1872.
Elle a toujours été appelée "gare de Beyne" et jamais "gare de Beyne-Heusay".
La ligne 38 sera plus tard prolongée vers Herve et Battice, puis de Battice à Verviers (Ligne 38A), de Battice à Aubel et enfin d’Aubel à Plombières en 1895.
Elle possédait un petit bâtiment de gare qui fut par la suite agrandi et une halle à marchandises. Cette dernière datait de 1897.
Après la Seconde Guerre mondiale, la ligne 38 subit le déclin des lignes secondaires. Le trafic des trains de voyageurs est d’abord supprimé entre Hombourg et Plombières, en 1952, et définitivement arrêté en 1957. Des trains de marchandises desservirent la ligne jusque 1986. Beyne a possédé des installations pour les marchandises jusque 1985.
Après le démontage des voies, un RAVeL a été installé sur la ligne 38 entre Vaux-sous-Chèvremont et Plombières. Il est encore incomplet sur sa partie sud mais intégralement asphalté et équipé entre Vaux et Soumagne.

### Le bâtiment de la gare
Il s’agit d’un type de gare qui fut uniquement érigé sur cette ligne (respectivement à Beyne et Vaux-sous-Chèvremont) dont l’aspect était inhabituel.
Il s’agit d’un petit bâtiment rectangulaire et étroit de deux étages sans ailes (elles furent vraisemblablement construites par après) comportant trois Travées (fort écartées) sous une bâtière transversale. La façade est en briques avec des pilastres entre les travées et fut recouverte d’enduit.
Comme pour les gares de Fléron, Micheroux, et Battice (qui sont des gares type 1873 avant la lettre) les portes et fenêtres sont entourées d’un larmier épais avec un dé de pierre au centre en surplomb.
Le toit était en zinc (remplacé par des tuiles lors de la restauration de la gare). Les pignons latéraux sont percés d’un oculus au-dessus du nom de la gare, il s’agit d’un ajout tardif car certaines cartes postales montrent la gare sans oculus.
Les ailes latérales ont sans doute été ajoutées par après pour faire face à l’accroissement du nombre de voyageurs et offrir davantage d’espace au chef de gare et à sa famille. Il s’agit d’une aile basse d’une travée sous bâtière côté droit possédant côté quai une porte (peut-être une extension de la salle d’attente) et d’une aile de service en U, à gauche comportant quatre travées sous une toiture à faible pente et une cour intérieure. Sa disposition est en tout point identique à celle des ailes de service des autres gares belges. Elle servait donc de cuisine, de buanderie, de stockage et de toilettes.
Après sa fermeture, la gare de Beyne est une des gares de la ligne à avoir échappé à la démolition. La gare de Vaux a quant à elle été démolie.
Le bâtiment de la gare de Beyne est utilisé par plusieurs services communaux et se trouve dans les emprises du recypark de la commune. Lors de sa restauration, la façade a perdu son enduit côté rue et l’aile de service a été coiffée d’une bâtière plus haute.